# Mord an Samuel Paty
Der Mord an Samuel Paty, einem französischen Lehrer, ereignete sich am Nachmittag des 16. Oktober 2020 in der Nähe der im Pariser Vorort Conflans-Sainte-Honorine gelegenen Mittelschule, an der er unterrichtete. Er wurde auf offener Straße getötet und enthauptet. Täter des Mordanschlags war Abdullah Ansorow, ein islamistisch motivierter 18-Jähriger tschetschenischer Herkunft. Polizisten erschossen den bewaffneten Täter bei dem Versuch, ihn festzunehmen. Es war das fünfte islamistische Attentat in Frankreich im Jahr 2020.

## Hintergrund
Der Geschichts- und Geografielehrer Samuel Paty, ein 47-jähriger Familienvater, hatte an seiner Schule, dem Collège du Bois-d’Aulne in Conflans-Sainte-Honorine, am Montag, 5. und Dienstag, 6. Oktober 2020, wie im Lehrplan vorgesehen, in zwei verschiedenen Klassen derselben Jahrgangsstufe zum Recht auf Meinungsfreiheit unterrichtet. Dabei nutzte er bereits seit einigen Jahren jeweils auch die aus der Satirezeitschrift Charlie Hebdo bekannten Mohammed-Karikaturen. Bevor er den Schülern die Karikaturen zeigte, darunter eine, die den Propheten Mohammed mit nacktem Hintern zeigt, stellte Paty allen Anwesenden frei, das Klassenzimmer zu verlassen (Montag), bzw. den Blick abzuwenden (Dienstag), falls die Karikaturen sie beleidigen könnten.
Die 13-jährige Schülerin Z., die im Unterricht Patys in ihrer Klasse am 6. Oktober aufgrund von Krankheit fehlte, berichtete ihrem Vater Brahim Chnina von Patys Unterrichtsstunde. Brahim Chnina verbreitete daraufhin ab dem Abend des 7. Oktober in sozialen Netzwerken, Paty habe die islamischen Schüler aufgefordert, die Hand zu heben, das Klassenzimmer zu verlassen und dann ungeachtet des Bilderverbots im Islam das Bild eines Nackten gezeigt, das den Propheten darstelle. Er, Chnina, werde diese Schande nicht durchgehen lassen, der Lehrer müsse entlassen werden. Chnina rief seine „Brüder und Schwestern“ dazu auf, „an die Schule zu schreiben, an das CCIF [eine französische Organisation gegen Islamophobie], an die Schulaufsicht, den Bildungsminister oder den Präsidenten“. Er kündigte an, am Folgetag bei der Schulleitung vorstellig zu werden, da seine Tochter für zwei Tage von der Schule ausgeschlossen worden sei. Weiter veröffentlichte er ein Video zu dem Thema, in dessen Kommentaren später die Namen der Schule und des Lehrers erschienen. Paty selbst bestritt bei seiner Vernehmung durch die Polizei am 12. Oktober ausdrücklich, muslimischen Schülern das Verlassen des Klassenraums nahegelegt zu haben. Der zweitägige Schulverweis stand nicht im Zusammenhang mit den Ereignissen, sondern war aufgrund von Problemen im Verhalten und des wiederholten Zuspätkommens der Schülerin ausgesprochen worden.
Brahim Chnina wurde bei seiner Kampagne von Abdelhakim Sefrioui unterstützt, einem seit Ende der 1980er-Jahre in der Pariser Region aktiven, den Sicherheitsbehörden bekannten Islamisten. Dieser veröffentlichte am 11. Oktober ein hetzerisches Video gegen Paty in den sozialen Medien. Am 8. Oktober kam Brahim Chnina, begleitet von Abdelhakim Sefrioui, zur Schule, um sich zu beschweren. Die Schulleiterin bezeichnete am 9. Oktober in einer E-Mail an das gesamte Kollegium Patys vorgebliche Segregation zwischen muslimischen und nichtmuslimischen Schülern als „Ungeschicklichkeit“ und unbeabsichtigte Diskriminierung. Am Folgetag distanzierten sich zwei Lehrer von Patys Verhalten, da es die Vertrauensbeziehung zu den Familien der Schüler unterbrochen habe. Ein anderer Kollege schrieb, Paty habe der Meinungsfreiheit einen schlechten Dienst erwiesen, gegen die Laizität gearbeitet und Schüler aufgrund ihrer Religion oder Herkunft diskriminiert. Paty antwortete, ihm mache die Hetzkampagne in den sozialen Medien zu schaffen; er werde die Untersuchung durch die Schulaufsicht abwarten und im nächsten Schuljahr das Thema Meinungsfreiheit anhand eines anderen Beispiels unterrichten.
Nachdem Brahim Chnina Strafanzeige gegen Paty wegen des Zeigens von Pornographie vor Minderjährigen erstattet hatte, wurde dieser für den 12. Oktober 2020 auf die Polizeiwache von Conflans-Sainte-Honorine zur Vernehmung bestellt. Er selbst erstattete als Reaktion auf Chninas Strafanzeige seinerseits eine Anzeige wegen Verleumdung und übler Nachrede.
Medienschaffende sehen den Mord an Samuel Paty im Kontext einer zunehmenden Einflussnahme eines politisierten Islams im Klassenzimmer. Lehrer, unter anderem in Frankreich, erklären in Medien, dass sie sich oft selbst zensieren, weil einige Themen im Unterricht nicht mehr behandelt werden könnten. Im Biologieunterricht ist es zum Beispiel die Evolutionstheorie, die auf Widerstand stößt. Im Französischunterricht sind es Religionskritiker wie Voltaire oder weibliche Freigeister wie die Hauptfigur aus Madame Bovary, die abgelehnt werden. Der Generalinspektor Jean-Pierre Obin, der Verfasser des Obin-Berichts, bestätigte in seinem Rapport für das französische Bildungsministerium aus dem Jahre 2004, dass der Islamismus eine Herausforderung für Lehrer darstelle; er nannte unter anderem Selbstzensur als ein Hauptproblem. Der Bildungsminister Jean-Michel Blanquer hat der in der französischen Lehrerschaft stark verbreiteten linksgerichteten Ansicht, die Muslime seien prinzipiell als Opfer von Diskriminierung und sozialer Benachteiligung anzusehen und deshalb mit Rücksicht zu behandeln (sog. „Islamogauchisme“), den Kampf angesagt.
Der spätere Attentäter, Abdulach Ansorow, hatte vor dem Mord bereits drei mögliche Opfer ins Visier genommen, war jedoch daran gescheitert, ihre Adressen herauszufinden. Dann stieß er im Internet auf das Video von Brahim Chnina und kontaktierte diesen per Telefongespräch sowie über den Onlinedienst WhatsApp. Die Schwester von Brahim Chnina war 2014 nach Syrien gereist, um sich dem „Islamischen Staat“ anzuschließen.

## Tathergang
Den Ermittlungen zufolge ließ sich der islamistisch motivierte Täter Abdulach Abujesidowitsch Ansorow am 16. Oktober 2020, dem letzten Schultag vor den zweiwöchigen Herbstferien, von einem Freund per Auto von seinem Wohnort in Évreux nach Conflans-Sainte-Honorine bringen und am frühen Nachmittag in der Nähe der Schule, an der Samuel Paty unterrichtete, absetzen.
Gegen 14 Uhr befragte Ansorow vor der Schule mehrere Schüler nach Aussehen sowie Gewohnheiten von Paty. Ansorow zahlte ihnen für Auskünfte bzw. Hilfe bei der Identifizierung insgesamt 300 Euro. Er sagte ihnen, er wolle Paty filmen, ihm eine Entschuldigung abverlangen, ihn demütigen und schlagen. Er erfuhr so, dass Paty die Schule zu Fuß verlasse und dabei eine nahe gelegene Grünanlage durchquere. Nach mehr als zwei Stunden Wartezeit identifizierten zwei Schüler Paty, als er das Schulgebäude verließ.
Gegen 16:30 Uhr stach Ansorow mehrmals auf den Bauch und die Arme von Samuel Paty ein und enthauptete ihn schließlich mit einem 35 cm langen Messer an der Rue du Buisson Moineau, einer Straße im Nachbarort Éragny-sur-Oise, 500 m von der Schule entfernt. Er rief dabei mehrmals „Allahu akbar“.
Zwischen 16:38 und 16:59 Uhr schilderte Ansorow über den Onlinedienst Instagram seine Tat einem russischsprachigen Kontakt im syrischen Idlib. Um 16:57 Uhr veröffentlichte Ansorow auf Twitter ein Foto des Kopfs seines Opfers mit dem vor der Tat erstellten Text „[…] An Macron, Herrscher der Ungläubigen, ich habe einen deiner Höllenhunde exekutiert, der es gewagt hat, Mohammed zu erniedrigen. […]“ Einen Screenshot des Tweets sowie eine Audio-Nachricht mit dem Inhalt „Meine Brüder, betet dafür, dass Allah mich als Märtyrer aufnimmt“ sandte Ansorow danach seinem Kontakt in Idlib. Dieser antwortete „Allahu akbar“.
Ansorow wurde von Polizisten 300 m vom Tatort entfernt gestellt.
Nach Polizeiangaben versuchte er, die Beamten anzugreifen, und schoss mit einer Softairwaffe fünfmal auf die Polizisten. Er habe sich geweigert, seine Waffe fallen zu lassen. Drei Polizisten erwiderten das Feuer und brachten Ansorow zu Fall. Als er versuchte, wieder aufzustehen, um mit einem dolchartigen Messer erneut anzugreifen, erschossen die Polizisten ihn um 17:07 Uhr. Sein Körper wies neun Schusswunden auf. Um einen Sprengstoffgürtel an Ansorows Körper ausschließen zu können, untersuchten zunächst Sprengstoffexperten seine Leiche, fanden aber keine explosiven Materialien.

## Täter
Der Täter Abdulach Abujesidowitsch Ansorow (russisch Абдулах Абуезидович Анзоров, wiss. Transliteration Abdulach Abuezidovič Anzorov) wurde nach Angaben des Generalstaatsanwaltes der Antiterrorstaatsanwaltschaft am 12. März 2002 in Moskau geboren. Seine Familie stammt aus Tschetschenien.
Ansorow und seine Familie hatten Russland im Juni 2007 verlassen und beantragten in der Folgezeit Asyl in Frankreich. Nach einem längeren Anhörungsverfahren wurde dieser Antrag schließlich am 19. November 2010 von der zuständigen Behörde, dem Office français de protection des réfugiés et apatrides (Ofpra), abgelehnt, da die Schilderungen des Vaters der Familie über die Verfolgungsgründe als nicht überzeugend und stereotyp eingestuft wurden. Dieser Ablehnungsbescheid wurde nach einer Klage vor der Berufungsinstitution für Asylangelegenheiten, dem Cour nationale du droit d’asile (CNDA), am 25. März 2011 aufgehoben, was den weiteren Aufenthalt in Frankreich ermöglichte. Ansorow verfügte über einen am 4. März 2020 erteilten Aufenthaltstitel mit einer Gültigkeit von zehn Jahren. Er war wegen Beschädigung öffentlichen Eigentums sowie gemeinschaftlich begangener Gewalttaten polizeibekannt. Für diese Taten, die Ansorow noch als Minderjähriger begangen hatte, war es zu keinen Verurteilungen gekommen. Ansorow lebte in Évreux, rund 80 km vom Tatort entfernt. Er hatte keinerlei Verbindungen zu seinem Opfer. Vor seiner Tat hatte er versucht, über soziale Medien Kontakt mit den Urhebern der Hasskampagne gegen Samuel Paty, Brahim Chnina und Abdelhakim Sefrioui, aufzunehmen.
Ansorow war in keiner Gefährderdatei der französischen Behörden verzeichnet, und es lag insbesondere über ihn keine Fiche S vor. Nach dem Anschlag wurde jedoch bekannt, dass spätestens seit Juli 2020 mehrere Beiträge Ansorows in sozialen Medien als illegale Hassrede gemeldet und gelöscht worden waren, darunter auch ein Beitrag auf Twitter sechs Tage vor dem Attentat. Die entsprechende Meldeplattform Pharos der französischen Ermittlungsbehörden erhält jede Woche im Mittel etwa 4500 Meldungen. Mitte September 2020 hatte Ansorow nach einem Bericht der Zeitung Le Parisien zudem über den Onlinedienst Instagram Kontakt zu einer Person in der von Dschihadisten gehaltenen Stadt Idlib in Syrien. Am 4. Oktober teilte er zwei Personen über Snapchat mit: „Es gibt keinen Zweifel, dass in Idlib ein wahrer Dschihad stattfindet […], und die Gruppe, der man sich zur Zeit am besten anschließen sollte, ist Haiʾat Tahrir asch-Scham.“
Familienmitglieder Ansorows erklärten den Ermittlungsbehörden, er habe sich spätestens ein halbes Jahr vor dem Anschlag radikalisiert; andere Bekannte gaben an, dies sei bereits mehr als ein Jahr vor dem Verbrechen geschehen. Auf seinem Mobiltelefon wurde ein Foto vom 30. Juli 2020 gefunden, auf dem er in der Pose eines islamischen Märtyrers zu sehen ist, mit einem Finger dem Himmel entgegengestreckt.
Der Leichnam von Ansorow wurde in die russische Teilrepublik Tschetschenien überführt und dort im Dezember 2020 im Dorf Schalaschi nach islamischem Ritus beerdigt. An der Zeremonie nahmen rund 200 Besucher teil.

## Strafrechtliche Aufarbeitung
Die französische nationale Antiterrorstaatsanwaltschaft PNAT (Parquet national antiterroriste) übernahm noch am Tattag die Ermittlungen. Die Polizei nahm mehrere Personen vorläufig fest. Neben vier Familienangehörigen des Täters zählten dazu auch der Vater der Schülerin Z., der Strafanzeige gegen Paty wegen „pornografischer Darstellung des Propheten“ gestellt und ein Hetzvideo in den sozialen Medien veröffentlicht hatte, sowie Abdelhakim Sefrioui, der den Vater beim Aufwiegeln der Stimmung gegen Paty unterstützt hatte.
Die 13-jährige Schülerin erklärte während der Befragung durch den Untersuchungsrichter, sie habe ihrem Vater geschworen, sie wäre wegen ihres angeblichen Protestes gegen die von ihr behauptete Diskriminierung der Muslime durch Paty für zwei Tage disziplinarisch von der Schule verwiesen worden. Sie bereue ihre Lüge, deren Folgen sie sich nicht habe vorstellen können. Die Justiz leitete gegen das Mädchen Ermittlungen wegen böswilliger Verleumdung ein. Die Ermittlungen bestätigten, dass die Schülerin Z. am fraglichen Tag gar nicht am Unterricht teilgenommen hatte.
Die französischen Behörden leiteten bis zum 19. Oktober 2020 nach Angaben des Innenministers über 80 Ermittlungsverfahren gegen Personen ein, die öffentlich – zum Beispiel in sozialen Medien – dem Lehrer eine Mitschuld an seiner Ermordung zugeschrieben hatten. Die beigeordnete Ministerin Marlène Schiappa bestellte für den folgenden Tag Vertreter von Internetkonzernen zu sich, um über die Bekämpfung des Cyber-Islamismus zu beraten.
Auf einer Pressekonferenz am 21. Oktober 2020 gab Antiterrorismus-Staatsanwalt Jean-François Ricard bekannt, dass von 16 im direkten Zusammenhang mit der Tat zunächst festgenommenen Personen neun inzwischen wieder entlassen worden seien. Sieben Festgenommene seien dem Haftrichter vorgeführt worden wegen „Beihilfe zum Mord im Zusammenhang mit einem terroristischen Vorhaben“, „Beihilfe zum Mord an einer Amtsperson im Zusammenhang mit einem terroristischen Vorhaben“ und „Bildung einer terroristischen Vereinigung mit dem Ziel, Verbrechen gegen Personen zu begehen“. Darunter befanden sich zwei 14- bzw. 15-jährige Schüler, denen vorgeworfen wurde, gegen eine Geldsumme von 300 bis 350 Euro dem Mörder, der zwar Patys Namen kannte, nicht jedoch sein Aussehen, dessen designiertes Opfer identifiziert zu haben. Bei den fünf Erwachsenen handelte es sich um Brahim Chnina und Abdelhakim Sefrioui sowie um drei Freunde des Täters aus Évreux, die sich nach dem Attentat noch am selben Tag selbst bei der Polizei gemeldet hatten. Ihnen wurde vorgeworfen, dem Täter bei der Vorbereitung behilflich gewesen zu sein. Die Ermittlungen wurden einem Untersuchungsrichter übertragen. Ricard betonte, die Ermittlungen zeigten eine direkte Kausalität zwischen Handlungen von Brahim Chnina und von Abdelhakim Sefrioui und Patys Ermordung. Diese stehe im Kontext einer Reihe von Aufrufen zum Mord, die es seit Anfang September 2020 gegeben habe, als aus Anlass des Prozessbeginns gegen mutmaßliche Komplizen der Pariser Attentate vom Januar 2015 die Mohammed-Karikaturen erneut veröffentlicht worden waren.
Ende November 2020 wurden Ermittlungsverfahren gegen vier weitere Schüler eröffnet. Drei von ihnen wurde Beihilfe zu dem Mord mit Terrorhintergrund vorgeworfen, da sie den Lehrer Paty für den Attentäter identifiziert haben sollen. Gegen die vierte Person wurde wegen verleumderischer Denunziation ermittelt. Damit ermittelte die französische Justiz sechs Wochen nach dem Anschlag gegen insgesamt 14 Menschen, darunter auch Minderjährige.
Im April 2023 erhob die Pariser Antiterrorstaatsanwaltschaft Anklage gegen vierzehn Personen; die Untersuchungsrichter hatten nach dieser Anklageerhebung über mögliche Gerichtsverfahren zu entscheiden.

### Jugendstrafprozess und Urteile
Am 27. November 2023 begann in Paris der Strafprozess gegen sechs ehemalige Schüler an Patys Schule, die bei seiner Ermordung 13 bis 15 Jahre alt gewesen waren. Fünf von ihnen wurde die Bildung einer kriminellen Vereinigung zum Zweck der Vorbereitung schwerer Gewalttaten vorgeworfen. Sie sollen die Umgebung des Collèges überwacht und Paty für den Mörder identifiziert haben. Die sechste Angeklagte war die Schülerin Z., die ihren Vater belogen hatte. Sie wurde wegen Verleumdung angeklagt. Der Prozess nach Jugendstrafrecht war nicht öffentlich.
Am 8. Dezember 2023 wurden die Urteile gesprochen. Alle der inzwischen 16- bis 18-jährigen Angeklagten wurden zu Haftstrafen zwischen 14 und 20 Monaten verurteilt, die mit einer Ausnahme zur Bewährung ausgesetzt wurden. Lediglich derjenige der Angeklagten, den der Mörder direkt angesprochen hatte und der anschließend Komplizen angeworben hatte, die mitgeholfen hatten, Paty ans Messer zu liefern, wurde zu einem nicht zur Bewährung ausgesetzten Strafanteil von sechs Monaten Haft verurteilt, die durch das Tragen einer elektronischen Fußfessel abgeleistet werden kann. Die Schülerin Z. wurde zu 18 Monaten auf Bewährung verurteilt. Angehörige Patys und deren Anwälte zeigten sich empört über die ihrer Meinung nach viel zu milden Urteile.

### Strafprozess und Urteile
Am 4. November 2024 begann der Prozess gegen Brahim Chnina und Abdelhakim Sefrioui sowie gegen sechs weitere zur Tatzeit bereits erwachsene Angeklagte vor einem Pariser Schwurgericht. Der Haupttäter, der Paty erstochen hatte, wurde nicht angeklagt, weil er nach der Tat von der Polizei getötet worden war. 
Das Urteil wurde am 20. Dezember 2024 gesprochen. Das Schwurgericht verurteilte die acht Angeklagten zu Freiheitsstrafen zwischen 1 Jahr und 16 Jahren Freiheitsstrafe. Zwei Freunde des Attentäters wurden wegen Mittäterschaft an einem Terroranschlag verurteilt. Azim E., ein tschetschenischer Flüchtling, wurde zu 16 Jahren Haft verurteilt, Naïm B. ebenfalls. Es wurde festgestellt, dass sie dem Täter direkte logistische Hilfe geleistet hatten. Zwei 65 und 52 Jahre alte Personen, denen vorgeworfen wird, Urheber der islamistischen Kampagne zu sein, die zum Tod des Lehrers geführt hat, wurden wegen Bildung einer kriminellen Vereinigung zu einer Freiheitsstrafe von 15 bzw. 13 Jahren verurteilt. Ein Angeklagter wurde wegen Billigung von Straftaten zu einem Jahr Haft verurteilt.

## Reaktionen in Frankreich

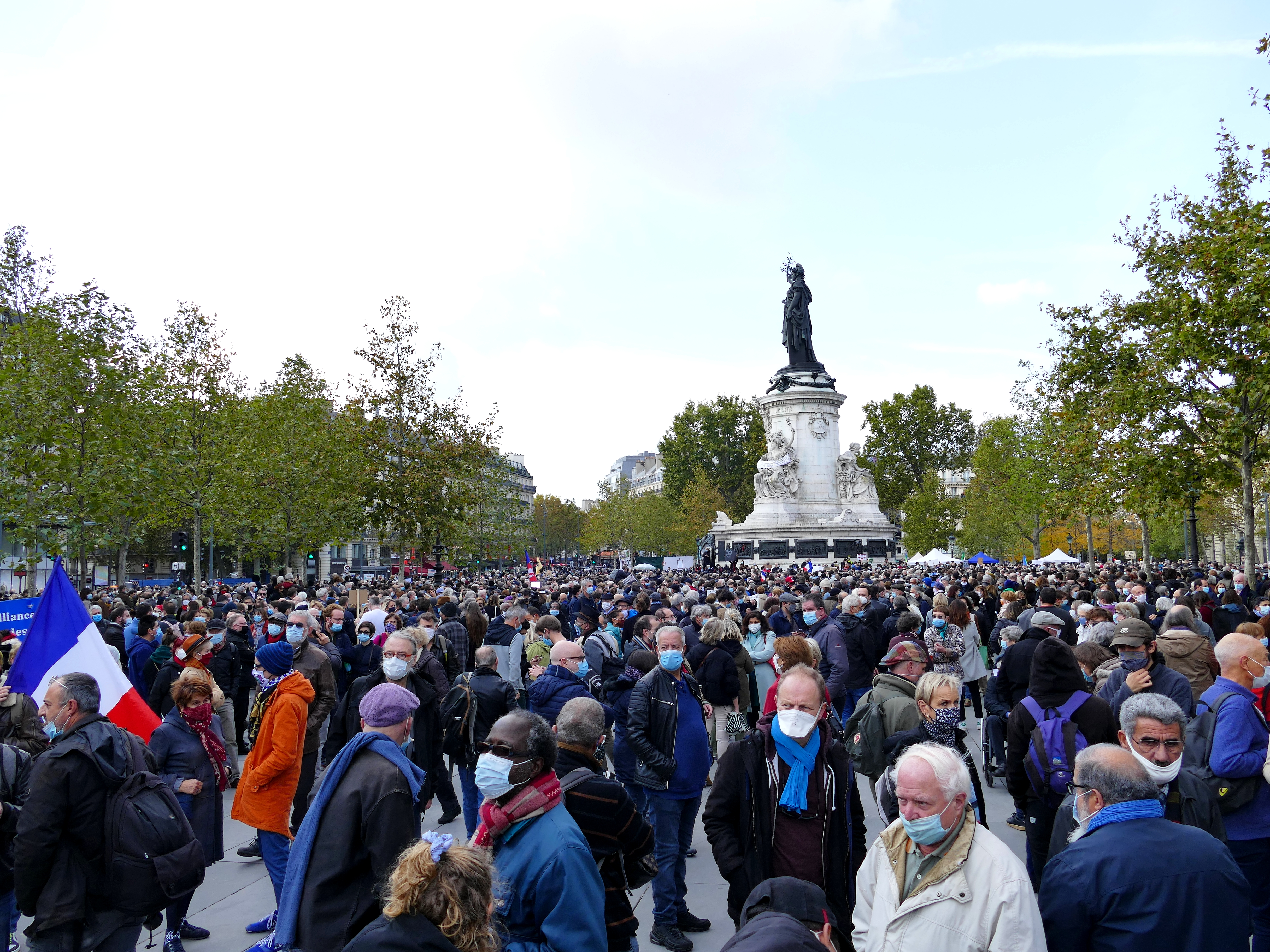
Gedenkveranstaltung am 18. Oktober 2020 auf der Place de la République in Paris

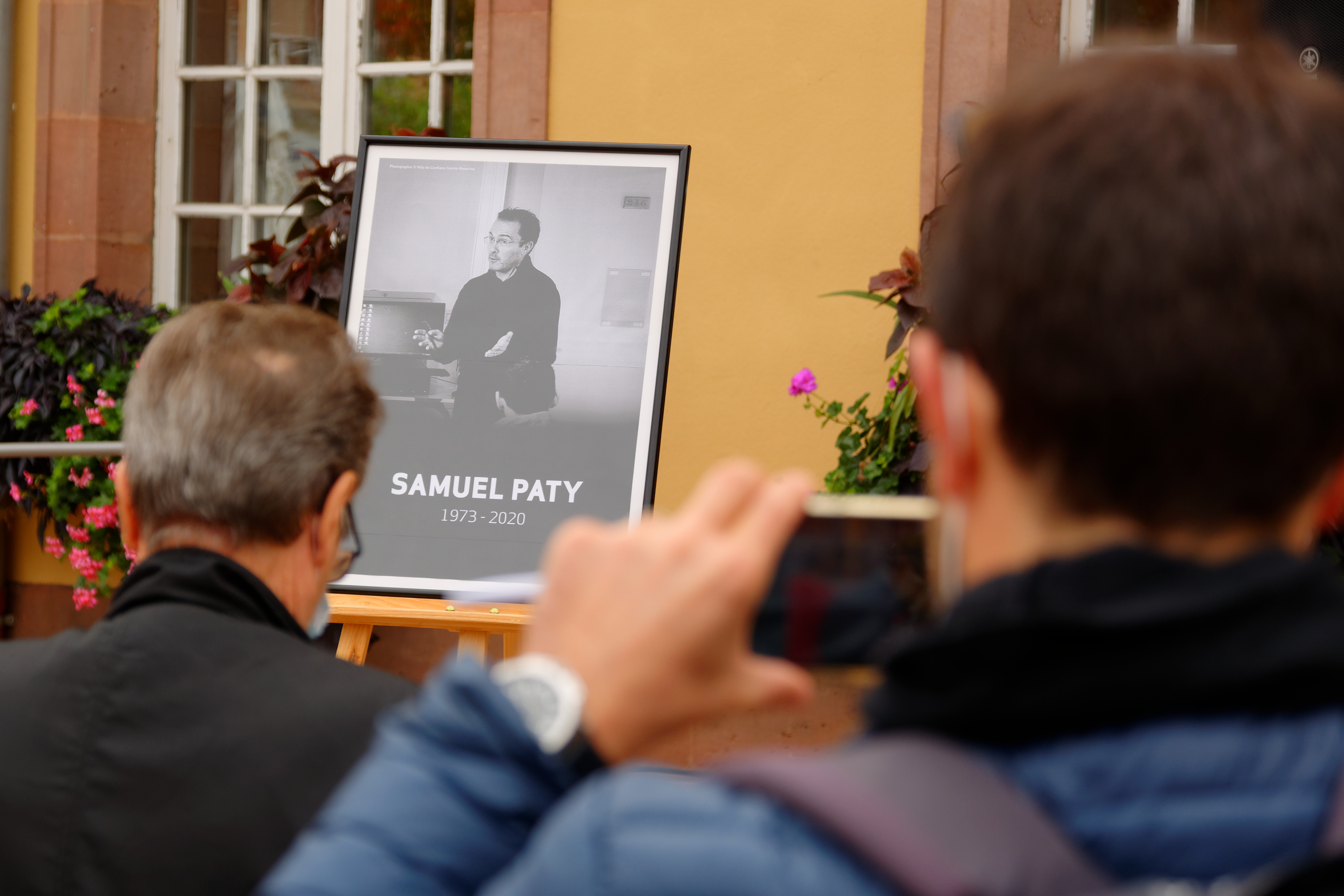
Gedenkveranstaltung am 21. Oktober 2020 in Belfort

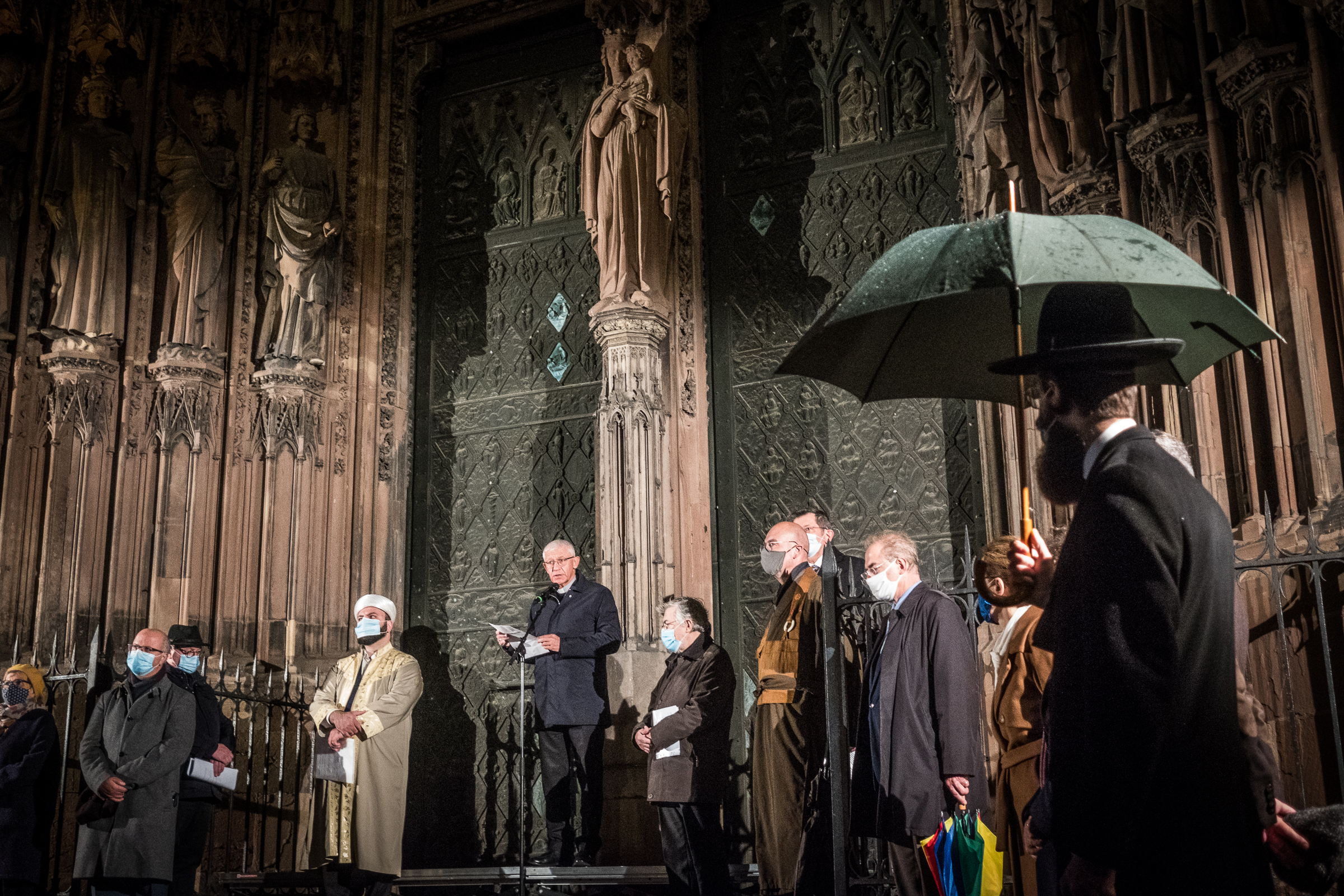
Interreligiöse Gedenkveranstaltung am 22. Oktober 2020 in Straßburg

Staatspräsident Emmanuel Macron besuchte den Tatort und bezeichnete die Tat als „islamistischen Terroranschlag“. Paty sei ermordet worden, weil er Meinungsfreiheit gelehrt habe. Innenminister Gérald Darmanin kehrte vorzeitig von einer Dienstreise aus Marokko zurück und berief einen Krisenstab mit Präsident Macron und Premierminister Castex ein.
An den Tagen nach der Tat gedachten trotz strenger Regelungen aufgrund der COVID-19-Pandemie mehrere zehntausend Menschen des Opfers. Sie versammelten sich in der Stadt Conflans-Sainte-Honorine an der Schule des ermordeten Lehrers, in Paris und im ganzen Land. Am 21. Oktober 2020 wurde eine nationale Gedenkfeier an der Sorbonne in Paris abgehalten, bei der Präsident Macron den Ermordeten, der postum in die Ehrenlegion und den Ordre des Palmes Académiques aufgenommen worden war, vor dem aufgebahrten Sarg als Helden und nationales Vorbild würdigte. Die Schweigeminute für Paty wurde laut französischer Regierung an rund 400 Schulen gestört. In Marseille wurde ein aus Afghanistan stammender 14-Jähriger in Polizeigewahrsam genommen, nachdem er bekundet hatte, er hätte genau so wie der Attentäter gehandelt. In Straßburg leiteten die Behörden Ermittlungen gegen zwei Zwölfjährige ein, die die Ermordung Patys als „verdient“ bezeichnet hatten. Knapp zwei Wochen nach dem Attentat auf Paty wurde ein Anschlag in einer Kirche in Nizza verübt, welcher im Kontext mit Patys Ermordung gesehen wird.
Zahlreiche Vertreter des Islam in Frankreich traten an die Öffentlichkeit, um die Tat auf das Schärfste zu verurteilen. Der Imam der Großen Moschee von Bordeaux, Tareq Oubrou, sprach im Radio von „einer unbeschreiblichen Tat“. Der Vorsitzende des französischen Islamrats, Mohammed Moussaoui, beklagte in einem Beitrag in der Zeitung L’Opinion vom 18. Oktober 2020 den „Terrorismus im Namen des Islam, eine weltweite, schonungslose ‚Pandemie‘“, und erklärte, die Muslime in Frankreich seien entsetzt über dieses schändliche Verbrechen.
Geistliche aus über 30 Moscheen des Départements Rhône veröffentlichten ein Kommuniqué, in dem sie den „blinden Hass“ und den „Amoklauf“ (folie meurtrière) verurteilten. Sie erklärten, dass die Religion, die der Täter für sich in Anspruch nehme, sich nicht in ihm wiedererkenne, und dass sie sich „nicht vom Blut Unschuldiger ernährt“. Die Unterzeichner erklärten auch, sie würden die ideologischen Grundlagen extremistischer Haltungen fortan noch stärker untersuchen und den Kampf gegen jene verstärken, die Extremismus nährten und finanzierten. Eine weitere Gruppe von etwa 30 Imamen aus ganz Frankreich verurteilte die Tat ebenso rückhaltlos und rief die „muslimische Jugend dazu auf, sich bei ihrer spirituellen Suche an qualifizierte Imame und Theologen zu wenden, um nicht dem Obskurantismus anheimzufallen“.
Innenminister Gérald Darmanin (LREM) ordnete am 20. Oktober 2020 die Schließung einer Moschee im Pariser Vorort Pantin an und begründete dies damit, die Moschee habe beim Online-Dienst Facebook ein Video geteilt, in dem der Unterricht des getöteten Lehrers angeprangert worden sei. Ebenso gab es an dem Tag laut Innenministerium 34 Polizei-Operationen gegen dem Islamismus nahe stehende Personen und Vereinigungen. Sie stünden nicht in unmittelbarer Verbindung mit dem Mord; vielmehr sollten die Einsätze „eine Botschaft vermitteln: nicht eine Minute Aufschub für die Feinde der Republik“.
Viele französische Intellektuelle und Politiker kritisierten die Berichterstattung der angloamerikanischen Presse über den Anschlag, insbesondere in Presseerzeugnissen mit linksliberaler bzw. progressiver Ausrichtung. So sei der islamistische Hintergrund der Tat heruntergespielt oder gar nicht erwähnt worden, während die Tat als logische Folge der vermeintlich rassistischen und islamophoben französischen Gesellschaft dargestellt werde. So titelte die Associated Press einen die Hintergründe des Anschlags und der islamistischen Proteste in Folge der Karikaturen erläuternden Kommentarbeitrag mit Why France sparks such anger in Muslim world („Warum Frankreich so viel Wut in der islamischen Welt auslöst“) und begründete die islamistischen Hetzkampagnen unter anderem mit Frankreichs kolonialer Vergangenheit, „strengem Säkularismus“ und mangelnder Rücksichtnahme auf den islamischen Glauben, insbesondere durch Präsident Macron. Politico veröffentlichte einen (später zurückgezogenen) Artikel des Soziologen Farhad Khosrokhavar, in welchem die Schuld für den Anschlag der französischen „Blasphemie“ und dem Säkularismus zugeschrieben wurde, für welchen Frankreich nun den Preis bezahle. CNN verbreitete einen Aufruf des Council on American-Islamic Relations an amerikanische Muslime, nicht nach Frankreich zu reisen, da Frankreich religiöse und kulturelle Unterschiede von Muslimen nicht respektiere. In dem US-amerikanischen Online-Nachrichtenportal Vox wurden die islamistischen Aufmärsche als „Proteste gegen die Unterdrückung des Islam in Frankreich“ (“protesting French President Macron’s crackdown on Islam”) dargestellt. Die beiden Antiterror-Experten Liam Duffy und Hugo Micheron wiesen nach einer Untersuchung der Washington Post und New York Times darauf hin, dass in beiden progressiven amerikanischen Leitmedien Islamismus und Dschihadismus als Motiv der Tat kaum erwähnt würden, während die Erschießung des Täters in der New York Times als Fall möglicher Polizeigewalt dargestellt worden sei. Präsident Macron schloss sich der Kritik an und warf Teilen der angloamerikanischen Medien vor, islamistische Gewalt zu legitimieren. Viele führende muslimische Persönlichkeiten Frankreichs, darunter der Rektor der Großen Moschee von Paris, Chems-Eddine Hafiz, unterstützten Macrons Haltung.
Aus Anlass des ersten Jahrestages der Ermordung Patys erhob der Schriftsteller und Politikwissenschaftler David di Nota, Autor eines Buchs mit dem Titel J’ai éxecuté un chien de l’Enfer („Ich habe einen Höllenhund hingerichtet“) über den Vorfall, schwere Vorwürfe gegen die staatliche Schulbehörde Éducation nationale. Anstatt Paty zur Seite zu stehen, als dieser das Ziel einer Hasskampagne sowie von Drohungen durch Islamisten wurde, habe sie ihn beschuldigt, die Prinzipien des Laizismus nicht zu beherrschen. Damit habe die Organisation denjenigen, die Paty drangsalierten, Aufrichtigkeit bescheinigt. Die Behörde habe ihn überdies zu einer Entschuldigung genötigt und ihm damit eine Falle gestellt. Di Nota beanstandete zudem, dass der offizielle Bericht der Generalinspektion der Éducation nationale nicht der fundamentalen Frage nachgehe, wie es zu diesem Verhalten der Behörde kommen konnte.
Am ersten Todestag von Samuel Paty fanden in Frankreich verschiedene Gedenkveranstaltungen statt. Am Schulgebäude seiner ehemaligen Schule in Conflans-Sainte-Honorine wurde eine Statue des Lehrers enthüllt.
In Paris wurde der Square Samuel-Paty eingeweiht. Dieser befindet sich gegenüber der Sorbonne.

## Internationale Folgen
Kanadas Premierminister Justin Trudeau reagierte zunächst knapp zwei Wochen lang nicht auf den Anschlag und äußerte später in Bezug auf den Mord und die Mohammed-Karikaturen, Meinungsfreiheit sei „nicht grenzenlos“ und dürfe andere nicht verletzen. Für diese Aussage kurz nach dem Mord wurde Trudeau von französischen Medien, von der kanadischen Opposition und vom Premierminister der kanadischen Provinz Québec, François Legault, scharf kritisiert. Präsident Macron telefonierte daraufhin mit Legault, um dessen Position zu unterstützen und sein Missfallen gegenüber Trudeaus Reaktion zum Ausdruck zu bringen.
Die Reaktion von Staatspräsident Macron auf den Anschlag, der den Willen zur Verteidigung der säkularen Werte Frankreichs gegen den radikalen Islam bekräftigt hatte, wurde von Recep Tayyip Erdoğan, dem Präsidenten der Türkei, zum Anlass genommen, schon bestehende Spannungen mit Frankreich zu verschärfen. Nach beleidigenden Äußerungen Erdoğans über Macron rief Frankreich seinen Botschafter aus Ankara zurück; daraufhin rief Erdoğan die Türken zu einem Boykott französischer Waren auf. Auch die Staatsführungen von Saudi-Arabien, Iran und Pakistan gaben ihren Protest gegen Frankreich zu Protokoll. In mehreren arabischen Ländern nahmen Händler französische Waren aus ihren Filialen.
Mehrere Dutzend französische Websites, unter anderem von Unternehmen und kleineren Orten, wurden durch Hackerangriffe mit islamistischer Propaganda überzogen. In einer Bildmontage wurde dabei Frankreichs Präsident Macron als Schwein gezeigt.

## Lehrermord in Arras im Oktober 2023
Am 13. Oktober 2023, bis auf wenige Tage genau drei Jahre nach dem Mord an Paty, erstach ein islamistisch radikalisierter 20-Jähriger in einem Gymnasium in Arras den Lehrer Dominique Bernard. Der Täter wurde anschließend festgenommen, er war Behörden als Gefährder bekannt. Er verletzte drei weitere Angestellte der Schule.